# Trofeo Laigueglia 2013
Il Trofeo Laigueglia 2013, cinquantesima edizione della corsa e valida come evento dell'UCI Europe Tour 2012 categoria 1.1, fu disputata il 16 febbraio 2013, su un percorso di 196 km. Fu vinta da Filippo Pozzato, al traguardo con il tempo 5h03'40"  di alla media di 38,825 km/h.
Al traguardo 100 ciclisti portarono a termine la gara.

## Squadre partecipanti
| N.      | Cod. | Squadra                      |
| ------- | ---- | ---------------------------- |
| 1-8     | AND  | Androni Giocattoli-Venezuela |
| 11-18   | CAN  | Cannondale Pro Cycling       |
| 21-28   | LAM  | Lampre-Merida                |
| 31-38   | ALM  | AG2R La Mondiale             |
| 41-48   | FDJ  | FDJ                          |
| 51-58   | BMC  | BMC Racing Team              |
| 61-68   | EUC  | Team Europcar                |
| 71-78   | BAR  | Bardiani Valvole-CSF Inox    |
| 81-88   | MTN  | MTN Qhubeka                  |
| 91-98   | COF  | Cofidis, Solutions Crédits   |
| 101-108 | BFE  | Bretagne-Séché Environnement |
| 111-118 | COL  | Colombia                     |

| N.      | Cod. | Squadra                       |
| ------- | ---- | ----------------------------- |
| 121-128 | TNN  | Team Novo Nordisk             |
| 131-138 | RVL  | RusVelo                       |
| 141-148 | CRE  | Crelan-Euphony                |
| 151-158 | FAR  | Vini Fantini-Selle Italia     |
| 161-168 | FLM  | Ceramica Flaminia-Fondriest   |
| 171-178 | PPO  | Team Nippo-De Rosa            |
| 181-188 | UNA  | Utensilnord-Ora24.eu          |
| 191-198 | VBG  | Team Vorarlberg               |
| 201-208 | ADR  | Adria Mobil                   |
| 211-218 | LET  | Leopard-Trek Continental Team |
| 221-228 | ARH  | Atlas Personal-Jakroo         |

## Ordine d'arrivo (Top 10)
| Pos. | Corridore          | Squadra       | Tempo    |
| ---- | ------------------ | ------------- | -------- |
| 1    | Filippo Pozzato    | Lampre        | 5h03'40" |
| 2    | Francesco Reda     | Androni Gioc. | s.t.     |
| 3    | Mauro Santambrogio | Vini Fantini  | a 3"     |
| 4    | Diego Ulissi       | Lampre        | s.t.     |
| 5    | Gerald Ciolek      | MTN Qhubeka   | a 7"     |
| 6    | Anthony Roux       | FDJ           | s.t.     |
| 7    | Matej Mugerli      | Adria Mobil   | s.t.     |
| 8    | Oscar Gatto        | Vini Fantini  | s.t.     |
| 9    | Elia Favilli       | Lampre        | s.t.     |
| 10   | Danilo Wyss        | BMC           | s.t.     |